# 阿列克謝·拉米瑞茲
阿列克謝·費南多·拉米瑞茲·羅德里奎茲（西班牙語：Alexei Fernando Ramírez Rodriguez，1981年9月22日—），綽號「古巴飛彈」，為前美國職棒大聯盟的游擊手，生涯效力過白襪、教士與光芒等隊。

## 職業生涯

### 芝加哥白襪

#### 2008年
拉米瑞茲在3月31日登上大聯盟，並在4月2日敲出大聯盟首安。5月16日，他擊出大聯盟首轟。
7月22日，他敲出生涯首支滿貫砲。之後他在9月19日敲出單季第三支滿貫砲，追平Shane Spencer保持的美聯新人紀錄。9月29日，拉米瑞茲再度敲出滿貫砲，正式寫下新的美聯新人單季滿貫砲障礙。最後白襪在附加賽以1比0擊敗雙城，成功晉級季後賽。
這年拉米瑞茲的打擊率為2成90，並敲出21轟與77分打點。最後他在新人王票選上拿下第二名，僅次於光芒隊的埃文·朗歌利亞。這年他敲出全聯盟最多的單季4支滿貫砲。

#### 2009年
這年他的打擊率為2成77，並敲出15轟與68分打點，另有15次盜壘成功。7月23日，他成為馬克·柏利完全比賽的最後一位出局數。

#### 2010年
這年他出賽156場比賽，打擊率為2成82，並敲出18轟與70分打點。最終他獲得生涯首座銀棒獎。

#### 2011年
這年他的打擊率為2成69，並敲出15轟與70分打點。

#### 2012年
這年他的打擊率為2成65，並敲出9轟與73分打點。另外他上演20次盜壘成功寫下生涯新高。

#### 2013年
這年他的打擊率為2成84寫下新人年來最高，並敲出6轟與48分打點。而他上演30次盜壘成功再次推高個人紀錄。

#### 2014年
5月5日，拉米瑞茲在風城大戰中敲出生涯1000安。這年他也首次入選明星賽，當時他接替德瑞克·基特上場擔任美聯游擊手。

#### 2015年
11月4日，球隊拒絕行使拉米瑞茲的10萬美元選擇權。因此他成為自由球員。

### 聖地牙哥教士
2016年1月22日，拉米瑞茲與教士簽下1年300萬美元的合約。8月14日，他打破Steven Matz的無安打比賽。整季他出賽128場比賽，打擊率為2成40，並敲出5轟與41分打點。最後他在9月4日被球隊釋出。

### 坦帕灣光芒
2016年9月8日，拉米瑞茲與光芒簽約。該年他出賽17場比賽，打擊率為2成46，並敲出1轟與7分打點。球季結束後，他成為自由球員。

### 墨西哥紅魔鬼
2018年2月8日，拉米瑞茲加盟墨西哥聯盟的墨西哥紅魔鬼。他在8月16日遭到釋出。
2020年5月，拉米瑞茲仍未宣布退休，並持續尋找打球的機會，不過到目前為止都未有球隊與他簽約。

## 生涯打擊成績
| 出賽次數 | 打席 | 打數 | 得分 | 安打 | 二安 | 三安 | 全壘打 | 打點 | 盜壘 | 保送 | 三振 | 打擊率 | 上壘率 | 長打率 | OPS  |
| -------- | ---- | ---- | ---- | ---- | ---- | ---- | ------ | ---- | ---- | ---- | ---- | ------ | ------ | ------ | ---- |
| 3711     | 5505 | 5134 | 601  | 1387 | 249  | 17   | 115    | 590  | 143  | 263  | 650  | .270   | .307   | .392   | .700 |

## 外部連結
- 球員資訊和成績在MLB，ESPN，Baseball-Reference，Fangraphs（英文）
- 阿列克謝·拉米瑞茲在台灣棒球維基館上的頁面（繁體中文）